# Костандін II
Костандін II Хетумян (11 січня 1277 — † 1310) — король Кілікійського вірменського царства. Походив з династії Хетумідів (Хетумян)

## Життєпис
Костандін народився 1277 року в родині короля Левона III й королеви Керан. Володів фортецею Капан. 1296 року після від'їзду своїх братів, короля Хетума II й Тороса III, Костандін допоміг іншому своєму брату, Смбату, узурпувати владу в країні. Був одним із тих дворян і духовенства, хто коронував Смбата в Сісі. Однак під час правління Смбата до країни вторглись єгипетські мамлюки, які, знищивши низку поселень, убили й захопили у рабство багатьох жителів. Нездатність захистити країну спричинила обурення народу та знаті. Приблизно у той же час, в ув'язненні, за наказом Смбата, було вбито їхнього брата Тороса. В результаті цього в січні 1298 року Костандін усунув Смбата й посів його місце. За рік після приходу до влади, 1299, Костандін повернув трон своєму старшому брату Хетуму II, випущеному на волю одразу після приходу Костандіна до влади. Хетум II примирив останнього з Смбатом і відрядив обох братів до Константинополя.